# 方山乡 (阆中市)
方山乡，是中华人民共和国四川省南充市阆中市曾经下辖的一个乡。2019年10月，撤销方山乡和西山乡，将其所属行政区域划归老观镇管辖。

## 行政区划
方山乡撤销前下辖以下地区：
方山村、雪洞村、柏山子村、石茶坪村、石星村、铺山垭村、柏杨村和狐狸山村。